# Fancy Ultra Fresh
Fancy Ultra•Fresh es el segundo álbum musical de la banda estadounidense Freezepop. Fue lanzado en 2004 bajo el sello The Archenemy Record Company.
La producción estuvo a cargo de uno de los miembros de la agrupación, Kasson Crooker bajo el seudónimo de "el Duque de Pannekoeken". El diseño de carátulas y libro fue realizado por Liz Entusiasm vocalista y líder del grupo, mientras que del contenido interactivo fue responsable la compañía Barbarian Group.
Inicialmente, fueron dadas 500 copias autografíadas y envueltas en un paquete verde transparente con los colores y logo característicos de Freezepop.
El tema número trece es un cover de la cortina musical de la serie animada de los años 1980 "Jem y los hologramas", se encuentra como pista oculta. Parlez-Vous Freezepop? está cantada íntegramente en francés y la parte vocal de Chess King es interpretada por el otro Sean T. Drinkwater.
La porción del disco correspondiente al CD-ROM incluye el video de Stakeout, material en vivo, un visualizador de SWF y la canción Seven Boom Medley como bonus.

## Lista de canciones
1. Stakeout (3:17)
2. Bike Thief (3:53)
3. I Am Not Your Gameboy (3:49)
4. Parlez-Vous Freezepop? (5:16)
5. Chess King (4:40)
6. Outer Space (5:05)
7. That Boy Is All About Fun! (4:37)
8. Duct Tape My Heart (4:58)
9. Manipulate (Mastermind Mix) (5:05)
10. Emotions & Photons (4:25)
11. Tonight (4:50)
12. Boys On Film (4:21)
13. Pista de "Jem & The Holograms" (oculta) (2:07)